# Щасливі разом (фільм, 1997)
«Щасливі разом» (кант. трад. 春光乍洩, спр. 春光乍泄  , ютпхін: ceon1gwong1za3sit3, піньїнь: chūn guāng zhà xiè) — гонконзька романтична гей-драма 1997 року, поставлена режисером Вонгом Карваєм. Фільм отримав позитивні відгуки на кількох кінофестивалях, у тому числі отримав Приз за найкращу режисерську роботу на 50-му Каннському кінофестивалі в 1997 році .
У березні 2016 року фільм увійшов до рейтингу 30-ти найвидатніших ЛГБТ-фільмів усіх часів, складеному Британським кіноінститутом (BFI) за результатами опитування понад 100 кіноекспертів, проведеного до 30-річного ювілею Лондонського ЛГБТ-кінофестивалю BFI Flare.

## Сюжет
Два молоді хлопці — Лай Ю-фай і Хо По-вінг, які живуть в Гонконзі незадовго перед його офіційним приєднанням до Китаю, втікають у пошуках перспективи, багатств і кращого життя до Аргентини. Але головна мета цієї поїздки, це надія на порятунок своїх вже майже згаслих стосунків. Та, в чужій країні, далеко від дому, їхні стосунки піддаються ще важчим випробуванням: юнаки стикаються не лише з проблемою цілісності стосунків, а й з убогістю, ностальгією і безвихіддю.
Лай намагається заощадити гроші на зворотній квиток до Гонконгу, працюючи в барі Буенос-Айреса, де він бачить Хo в обіймах багатого американця. Одного разу в його квартирі з'являється побитий Хо. Лай надає йому допомогу, але він не повернеться до колишніх стосунків. Засмучений, він кидає попередню роботу і влаштовується на роботу в китайському ресторані, де він зустрічає молодого хлопця з Тайваню, Чанга, що подорожує Південною Америкою. Хлопці стають друзями і Лай поступово відновлює душевну рівновагу та вирішує повернутися до Азії слідом за Чангом, залишивши в минулому Хо…

## У ролях
| Леслі Чун       | ···· | Хо По-вінг |
| Тоні Люн Чу Вай | ···· | Лай Ю-фай  |
| Чен Чан         | ···· | Чанг       |
| Грегорі Дейтон  | ···· | коханець   |

## Визнання
| Нагороди та номінації фільму «Щасливі разом» | Нагороди та номінації фільму «Щасливі разом» | Нагороди та номінації фільму «Щасливі разом» | Нагороди та номінації фільму «Щасливі разом» | Нагороди та номінації фільму «Щасливі разом» | Нагороди та номінації фільму «Щасливі разом» |
| Рік                                          | Кінофестиваль/кінопремія                     | Категорія/нагорода                           | Номінант                                     | Результат                                    |                                              |
| -------------------------------------------- | -------------------------------------------- | -------------------------------------------- | -------------------------------------------- | -------------------------------------------- | -------------------------------------------- |
| 1997                                         | 50-й Каннський кінофестиваль                 | Золота пальмова гілка                        | Щасливі разом                                | Номінація                                    |                                              |
| 1997                                         | 50-й Каннський кінофестиваль                 | Найкраща режисерська робота                  | Вонг Карвай                                  | Перемога                                     |                                              |
| 1997                                         | Премія «Золотий кінь»                        | Найкраща головна роль                        | Леслі Чун                                    | Номінація                                    |                                              |
| 1997                                         | Премія «Золотий кінь»                        | Найкращий режисер                            | Вонг Карвай                                  | Номінація                                    |                                              |
| 1997                                         | Премія «Золотий кінь»                        | Найкращий оператор                           | Крістофер Дойл                               | Перемога                                     |                                              |
| 1997                                         | Премія «Золотий кінь»                        | Найкращий художник-постановник               | Вільям Чанг                                  | Номінація                                    |                                              |
| 1997                                         | Премія «Золотий кінь»                        | Найкращий монтаж                             | Вільям Чанг, Міннг Лам Вонг                  | Номінація                                    |                                              |
| 1997                                         | Премія «Золотий кінь»                        | Найкращі звукові ефекти                      |                                              | Номінація                                    |                                              |
| 1998                                         | Премія спільноти кінокритиків Гонконгу       | Премія за заслуги                            | Щасливі разом                                | Перемога                                     |                                              |
| 1900                                         | Аризонський міжнародний кінофестиваль        | Найпопулярніший іноземний фільм              | Щасливі разом                                | Перемога                                     |                                              |
| 1998                                         | Гонконзька кінопремія                        | Найкращий актор                              | Тоні Люн Чу Вай                              | Перемога                                     |                                              |
| 1998                                         | Премія «Незалежний дух»                      | Найкращий іноземний фільм                    | Щасливі разом                                | Номінація                                    |                                              |